# PGC 3974
LEDA/PGC 3974, auch UGC 685, ist eine isolierte, spiralförmige Zwerggalaxie vom Hubble-Typ Sm mit hoher Sternentstehungsrate im Sternbild Fische auf der Ekliptik. Sie ist rund 12 Millionen Lichtjahre von der Milchstraße entfernt und hat einen Durchmesser von etwa 9.000 Lichtjahren.
Im selben Himmelsareal befinden sich unter anderem die Galaxien PGC 1510779, PGC 1514711, PGC 1516203, PGC 1518940,